# Edmondo Atheling
Edmondo Atheling (1015 circa – tra il 1046 e il 1054) è stato un principe inglese della casa reale del Wessex.

## Origini
Era figlio del re d'Inghilterra Edmondo II Fiancodiferro, che governò brevemente come re d'Inghilterra tra aprile e novembre 1016, e di Ealdgyth. Edmondo era fratello di Edoardo, probabilmente gemello.
Il padre, Edmondo II, combatté i vichinghi danesi sotto il comando di Canuto il Grande, ma in seguito alla vittoria danese nella battaglia di Assandun, fu concordato che Edmondo avrebbe governato il Wessex, mentre Canuto prese la Mercia e la Northumbria. 
Nel novembre del 1016 Edmondo morì e Canuto divenne il primo re danese di tutta l'Inghilterra. Intenzionato a mantenere sicura la sua successione, Canuto mandò i due figli neonati di Edmondo, Edoardo e Edmondo Aetheling, da suo fratello in Svezia, dove dovevano essere assassinati. Invece, i principi furono risparmiati e mandati in salvo nel Regno d'Ungheria, dove rimasero sotto protezione di re Stefano I. 
Dopo essere fuggiti dagli assassini assoldati da Canuto, gli Aetheling arrivarono alla corte reale del Rus' di Kiev nel 1028. Rimasero sotto la tutela del principe Yaroslav il Saggio fino all'età adulta. Nel 1046, i due fratelli si recarono entrambi in Ungheria e aiutarono l'esiliato Andrea d'Ungheria nella sua ascesa al trono.
Edmondo morì poco dopo aver sposato una principessa ungherese, prima del 1054.

## Ascendenza
|                           |   |                       | Genitori |  |  | Nonni |  |  | Bisnonni              |  |  | Trisnonni               |  |
|                           |   |                       |          |  |  |       |  |  | Edgardo d'Inghilterra |  |  | Edmondo I d'Inghilterra |  |
|                           |   |                       |          |  |  |       |  |  | Edgardo d'Inghilterra |  |  | Edmondo I d'Inghilterra |  |
|                           |   | Elgiva di Shaftesbury |          |  |  |       |  |  | Edgardo d'Inghilterra |  |  |                         |  |
| Etelredo II d'Inghilterra |   |                       |          |  |  |       |  |  | Edgardo d'Inghilterra |  |  |                         |  |
|                           |   | Elfrida d'Inghilterra | Ordgar   |  |  |       |  |  |                       |  |  |                         |  |
|                           |   | Elfrida d'Inghilterra | Ordgar   |  |  |       |  |  |                       |  |  |                         |  |
|                           |   | Elfrida d'Inghilterra | …        |  |  |       |  |  |                       |  |  |                         |  |
| Edmondo II d'Inghilterra  |   | Elfrida d'Inghilterra |          |  |  |       |  |  |                       |  |  |                         |  |
|                           |   | Thored                | …        |  |  |       |  |  |                       |  |  |                         |  |
|                           |   | Thored                | …        |  |  |       |  |  |                       |  |  |                         |  |
|                           |   | Thored                | …        |  |  |       |  |  |                       |  |  |                         |  |
| Aelfgifu di York          |   | Thored                |          |  |  |       |  |  |                       |  |  |                         |  |
|                           |   | …                     | …        |  |  |       |  |  |                       |  |  |                         |  |
|                           |   | …                     | …        |  |  |       |  |  |                       |  |  |                         |  |
|                           |   | …                     | …        |  |  |       |  |  |                       |  |  |                         |  |
| Edmondo Atheling          |   | …                     |          |  |  |       |  |  |                       |  |  |                         |  |
|                           | … | …                     |          |  |  |       |  |  |                       |  |  |                         |  |
|                           | … | …                     |          |  |  |       |  |  |                       |  |  |                         |  |
|                           | … | …                     |          |  |  |       |  |  |                       |  |  |                         |  |
| …                         | … |                       |          |  |  |       |  |  |                       |  |  |                         |  |
|                           |   | …                     | …        |  |  |       |  |  |                       |  |  |                         |  |
|                           |   | …                     | …        |  |  |       |  |  |                       |  |  |                         |  |
|                           |   | …                     | …        |  |  |       |  |  |                       |  |  |                         |  |
| Ealdgyth                  |   | …                     |          |  |  |       |  |  |                       |  |  |                         |  |
|                           |   | …                     | …        |  |  |       |  |  |                       |  |  |                         |  |
|                           |   | …                     | …        |  |  |       |  |  |                       |  |  |                         |  |
|                           |   | …                     | …        |  |  |       |  |  |                       |  |  |                         |  |
| …                         |   | …                     |          |  |  |       |  |  |                       |  |  |                         |  |
|                           |   | …                     | …        |  |  |       |  |  |                       |  |  |                         |  |
|                           |   | …                     | …        |  |  |       |  |  |                       |  |  |                         |  |
|                           |   | …                     | …        |  |  |       |  |  |                       |  |  |                         |  |
|                           |   | …                     |          |  |  |       |  |  |                       |  |  |                         |  |